# Paxillosida
Paxillosida — ряд морських зірок. Під час розвитку у представників ряду відсутня личинкова стадія брахіолярія . В основному вони мешкають у морях з м'яким дном серед піску або бруду.

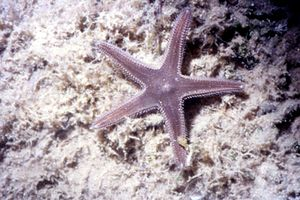
'

## Класифікація
Ряд включає 7 родин 46 родів і 255 видів:
- Astropectinidae
- Ctenodiscidae (інші мови)
- Goniopectinidae (інші мови)
- Luidiidae (інші мови)
- Porcellanasteridae (інші мови)
- Pseudarchasteridae (інші мови)
- Radiasteridae (інші мови)